# رامون (خواننده)
رامون (به انگلیسی: Ramón) با نام اصلی رامون دل کاستیو پالپ (به انگلیسی: Ramón del Castillo Palop) (زاده ۳ می ۱۹۸۵) خواننده، ترانه‌سرا اسپانیایی است.
او نماینده اسپانیا در مسابقه آواز یوروویژن ۲۰۰۴ بود.